# Грудва II
Грудва I, Грудва II, Грудва III, Колтрен и Грудва V су пет мачака чији су власници Породице Симпсон из анимиране ТВ серије Симпсонови. Оне се разликују по:
- Грудва I, бела мачка која је умрла, појављивала се веома кратко, појављивала се као дух, али се спомињала неколико пута.
- Грудва II, црна мачка  (на слици)  која се појавила у првој епизоди Симпсонових.
- Грудва III, црни мачор, појавио се у само једној епизоди „Ај Доу-Бот“
- Колтрен бела мачка, појавила се само у једној епизоди „Ај Доу-Бот“.
- Грудва V, бела мачка која се први пут појавила у „Ај Доу-Бот“ и остала је породична мачка. Грудва V је променила име у Грудва II.